# Ӓ́
Ne doit pas être confondu avec la lettre latine A tréma accent aigu ‹ Ä́ ä́ › ou la lettre grecque alpha tréma accent aigu ‹ Α̈́ α̈́ ›.
Cette page contient des caractères spéciaux ou non latins. S’ils s’affichent mal (▯, ?, etc.), consultez la page d’aide Unicode.
L’a tréma accent aigu (capitale Ӓ́, minuscule ӓ́) est une lettre de l'alphabet cyrillique utilisée en selkoupe. Elle est composée de la lettre cyrillique А avec un tréma et un accent aigu.

## Utilisations
L’a tréma accent aigu est utilisé dans l’orthographe selkoupe par certains auteurs pour représenter une voyelle pré-ouverte antérieure non arrondie [æ] dans une syllabe portant l’accent tonique.
Vsevolod Miller a utilisé a tréma accent aigu dans la transcription de l’ossète, notamment dans les volumes des Études ossètes (Осетинские этюды) publié de 1881 à 1887.

## Représentation informatique
Le a tréma accent aigu peut être représenté avec les caractères Unicode suivants :
- composé (cyrillique, diacritiques) :

| formes    | représentations | chaînes de caractères | points de code | descriptions                                                |
| --------- | --------------- | --------------------- | -------------- | ----------------------------------------------------------- |
| capitale  | Ӓ́               | Ӓ◌́                    | U+04D2 U+0301  | lettre majuscule cyrillique a tréma diacritique accent aigu |
| minuscule | ӓ́               | ӓ◌́                    | U+04D3 U+0301  | lettre minuscule cyrillique a tréma diacritique accent aigu |

- décomposé (cyrillique, diacritiques) :

| formes    | représentations | chaînes de caractères | points de code       | descriptions                                                            |
| --------- | --------------- | --------------------- | -------------------- | ----------------------------------------------------------------------- |
| capitale  | Ӓ́               | А◌̈◌́                   | U+0410 U+0308 U+0301 | lettre majuscule cyrillique a diacritique tréma diacritique accent aigu |
| minuscule | ӓ́               | а◌̈◌́                   | U+0430 U+0308 U+0301 | lettre minuscule cyrillique a diacritique tréma diacritique accent aigu |